# Fleet Street
Pour les articles homonymes, voir Fleet (homonymie).
Fleet Street est une rue de Londres.

## Situation et accès

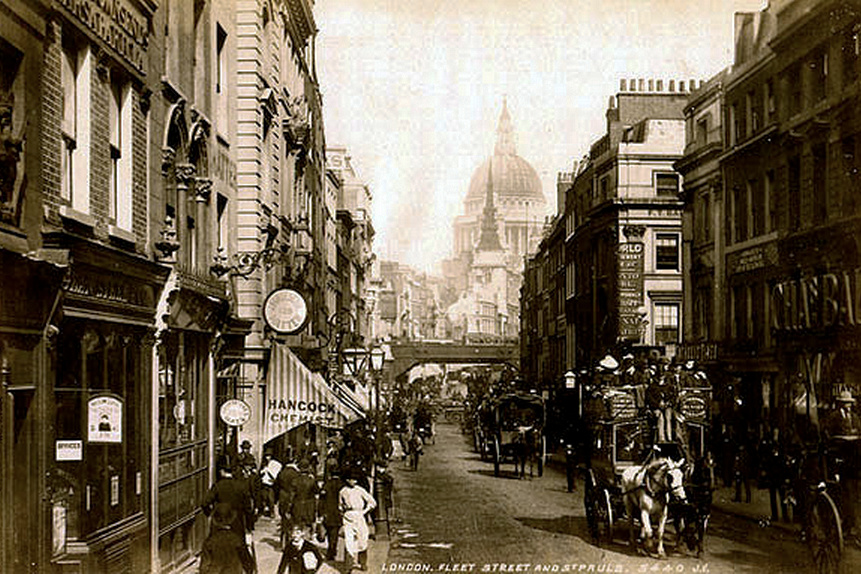
Fleet Street vers 1890 (photo de James Valentine).

Cette voie qui se trouve sur la rive gauche de la Tamise et parallèle au fleuve, dans le prolongement du Strand, est historiquement l'axe qui joint la Cité de Westminster à celle de Londres dont la limite symbolique est marquée par le monument de Temple Bar, situé au niveau de l'entrée principale de la Cour royale de justice.
La station de métro la plus proche est Temple, desservie par les lignes  Circle  District.

## Origine du nom
Le nom de cette artère vient de la Fleet, un affluent de la Tamise qui s'écoulait du nord au sud au niveau de Ludgate Circus, à l'extrémité est de la rue, et qui est aujourd'hui recouvert.

## Historique

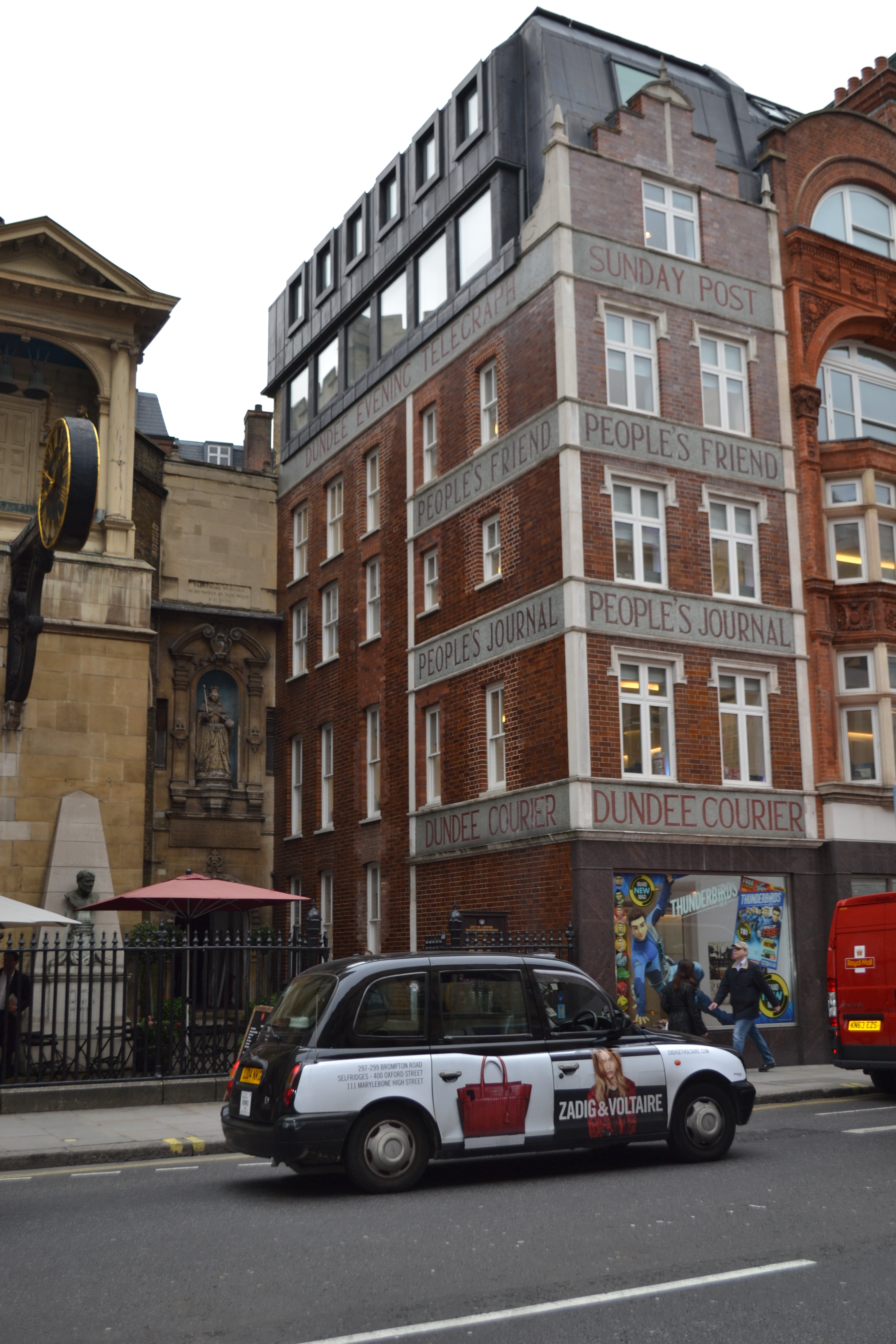
Immeuble du Dundee Evening Telegraph, Fleet Street.

Les principaux journaux anglais ont longtemps eu leur siège dans Fleet Street. En 1500, un assistant de William Caxton installe son imprimerie dans la rue. Peu à peu, d'autres imprimeurs suivent le mouvement. La proximité de la rue avec Westminster, le cœur financier de la ville, et les lieux de pouvoir londoniens, va faciliter l'émergence du journalisme en son sein. Ainsi, le premier quotidien britannique, le Daily Courant, paraît dans la rue le 11 mars 1702. Une plaque commémorative sur St Bride's church rappelle l'événement depuis 2002.
En 1986, le magnat de la presse Rupert Murdoch, qui souhaite briser les syndicats des imprimeries, déplace le siège de News International à Wapping, où il a installé de nouvelles rotatives. Malgré l'opposition des rotativistes, qui lancent une grève, les journalistes du Times, du News of the World, du Sunday Times et du Sun, acceptent de quitter Fleet Street. C'est le début d'un exode massif qui se termine en 2005 par le départ de l'agence Reuters pour Canary Wharf. On désigne encore parfois la presse britannique par l'expression Fleet Street.

## Bâtiments remarquables et lieux de mémoire

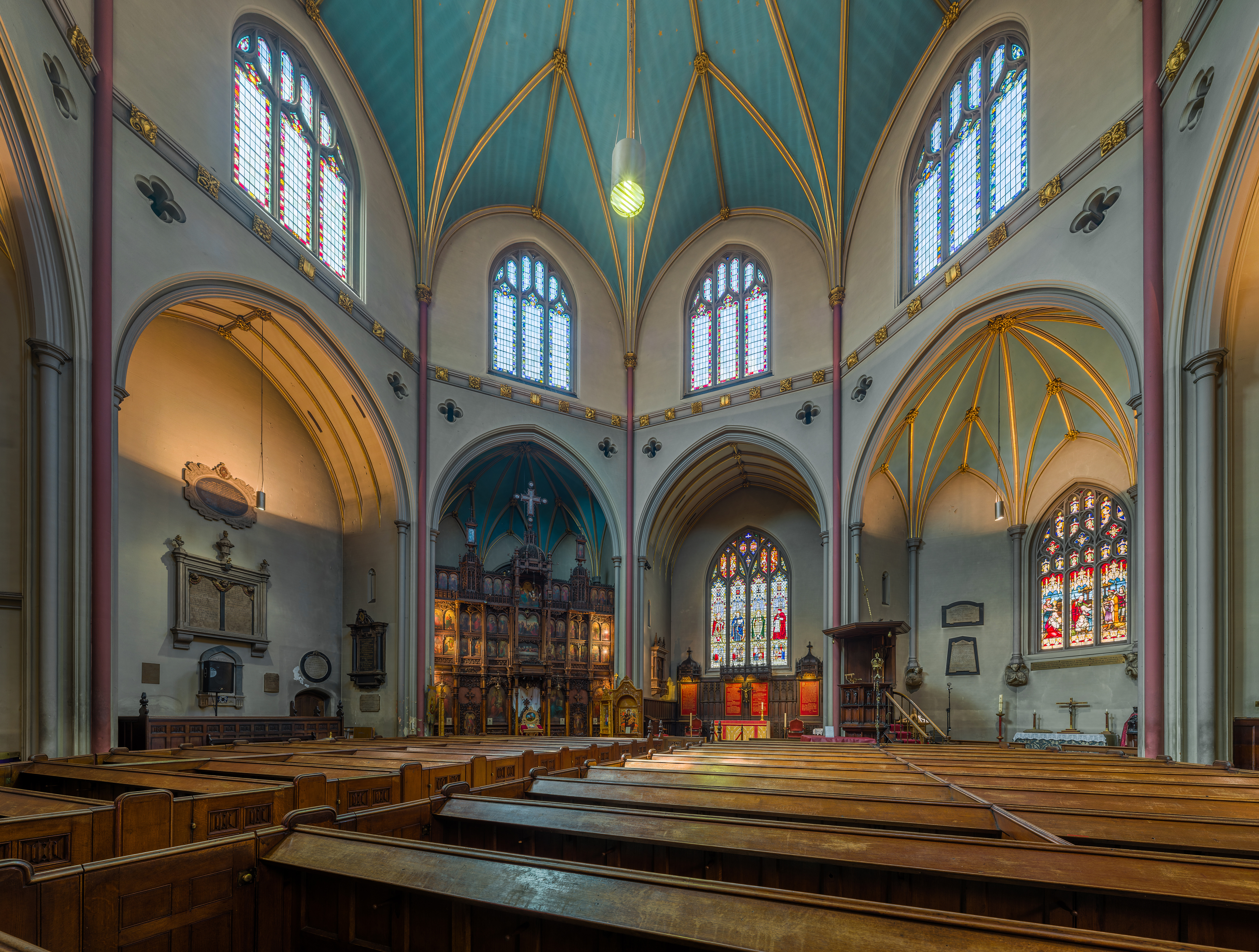
L'intérieur de l'église St Dunstan-in-the-West à Fleet Street. Photo juin 2015.

- No 17 : Prince Henry's Room, maison à pans de bois construite vers 1610, une des rares ayant échappé au Grand incendie de 1666.
- Église Saint-Bride
- No 194 : pub The Old Bank of England, dans un bâtiment qui fut de 1888 à 1975 la succursale de la Law Court de la Banque d'Angleterre.

### Dans la légende
Le barbier et tueur en série du folklore anglais, Sweeney Todd, habitait au no 186.